# Batman of the Future: Return of the Joker
Batman of the Future: Return of the Joker (Batman Beyond: Return of the Joker aux États-Unis) est un jeu vidéo beat them all sorti en 2000 sur Nintendo 64, PlayStation et Game Boy Color. Le jeu a été développé par Kemco et édité par Ubisoft.
Le jeu est basé sur le film d'animation Batman, la relève : Le Retour du Joker.

## Accueil
Les versions du jeu sur consoles de salon ont reçu de très mauvaises critiques de la part de la presse spécialisée.
- IGN : 2/10 (N64)[1] - 2/10 (PS)[2] - 6/10 (GBC)[3]
- Jeuxvideo.com : 6/20 (N64)[4]